# Massimo D'Alema
Massimo D'Alema (n. 20 aprilie 1949, Roma, Italia) este un om politic italian, membru al Parlamentului European în perioada 2004-2009 din partea Italiei. Din octombrie 1998 până în aprilie 2000 a fost prim-ministrul Italiei.